# لباس‌های قدیمی

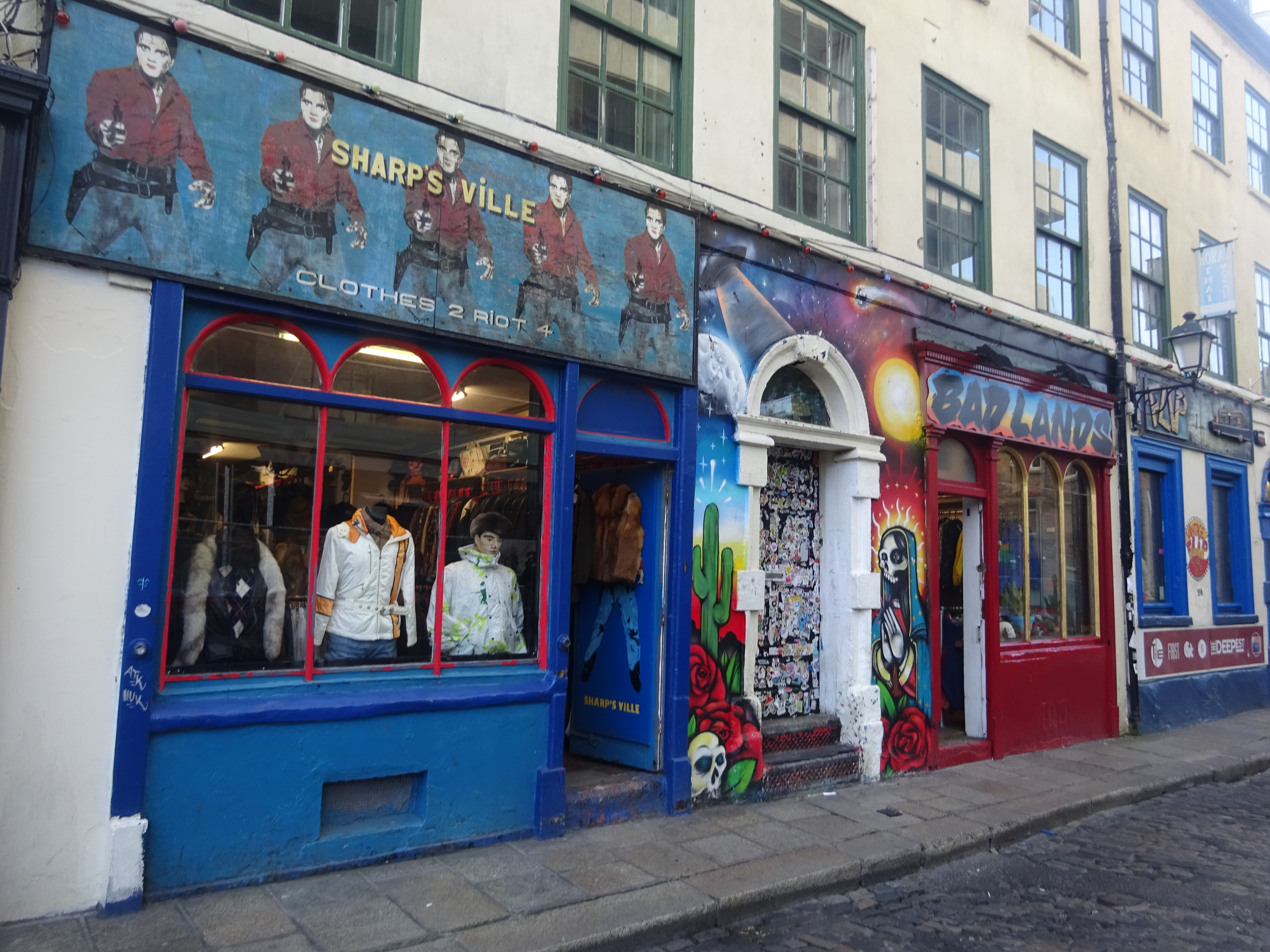
فروشگاه‌های لباس قدیمی، دوبلین، ایرلند

لباس‌های گذشته یک کلمه ای عمومی برای لباس‌هایی می‌باشد که از دوره‌های سابق زندگی می‌گیرد. این عبارت همچنین در رابطه با یک فروشگاه خرده فروشی استفاده می‌گردد، به نام مثال در فروشگاه لباس‌های قدیمی. امروزه لباس‌های گذشته مانند انتخاب لوازم جانبی، تلفیق لباس‌های پیشین با لباس‌های نوین و همچنین تشکیل کلکسیونی از سبک‌ها و دوره‌های گوناگون می‌باشد. لباس‌های قدیمی معمولاً با قیمت‌های پایین برای برندهای معروف به فروش می‌رسند. از زمان جنگ جهانی اول به عنوان ایده استفاده مجدد از لباس به دلیل کمبود پارچه، بخشی از جهان بوده‌است.
لباس‌هاپیشین را می‌توان در شهرها در لوکس فروشی‌های محلی یا خیریه‌های بومی یا در اینترنت (مثل ای بی و اتسی) پیدا نمود. لباس‌های قدیمی به عنوان لباس‌های قدیمی نیز شناخته می‌شوند.

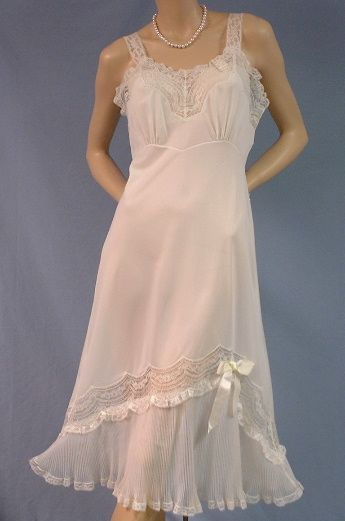
تیغه عروس دهه ۱۹۵۰.

## تعاریف

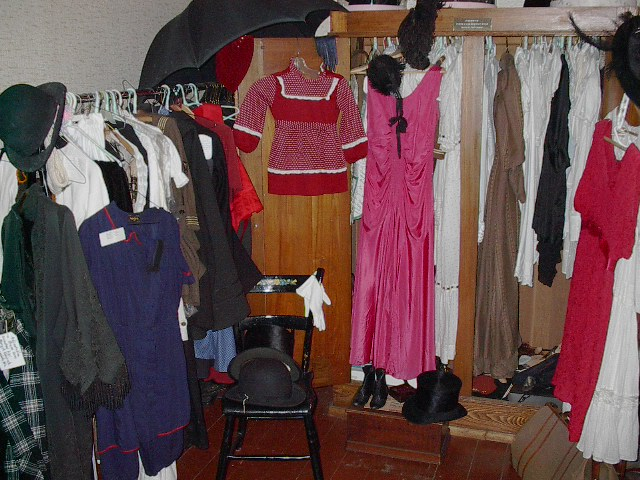
لباس‌های قدیمی

«وینتیج» یک واژه گفت و گویی می‌باشد که غالباً برای اشاره به کل سبک‌های گذشته لباس استفاده می‌گردید. یک استاندارد مردمی پذیرفته شده صنعتی این می‌باشد که نمونه‌های ساخته شده بین ۳۰سال پیش تا ۱۰۰ سال قبل در صورتی که به وضوح سبک‌ها و روندهای دوره ای را که نشان می‌دهند پدیدار نمایند، «وینتیج» در نظر گرفته می‌شوند.
نمونه‌های ۱۰۰ساله یا بیشتر عتیقه محسوب می‌گردند.
یکپارچه سازی با سیستم عامل، کوتاه شده کلمه گذشته نگر، یا «سبک وینتیج»، غالباً به لباس‌هایی انتساب می‌شود که از سبک دوره‌های پیشین تقلید می‌نمایند. تولید مثل یا بازسازی لباس کپی نوینی از یک لباس گذشته می‌باشد.
لباس‌هایی که به تازگی تولید می‌گردند، غالباً مد مدرن یامد امروزین نامیده می‌شوند.

### استوک
استوک به کالایی انتساب می‌گردد که از فروش خارج شده و بدون فروخته شدن به مشتری انبار شده‌است. دلیل این کار این می‌باشد که این مورد دیگر در مد نمی‌باشد یا از رسته خارج یا ورافتاده شده‌است. چنین کالایی ممکن است بار دیگر مورد نظر باشد و در چنین محلی می‌تواند به فروش بازگردد. بازگشت به فروش کالاهای مد آن را به لباس‌های قدیمی تبدیل می‌کند. با این حال، استفاده مجدد از سهام مرده در محصولات نوین یکی از راه‌های بهبود پایداری در صنعت مد است.

## سایزبندی
در ایالات متحده، به دلیل تغییر در اندازه لباس، اندازه‌های پیشین بیشتر کوچکتر از اندازه‌های نوینی مربوطه است. همانند، لباسی از دهه ۱۹۷۰با برچسب متوسط (ام) ممکن است از دیدگاه اندازه شبیه به یک بسیار کوچک (ایکس اس) ۲۰۱۰باشد. الگوهای خیاطی گذشته گزینه ای برای شخص‌هایی می‌باشند که می‌خواهند یک لباس تاریخی دقیق داشته باشند اما نمی‌توانند لباسی در اندازه خود پیدا کنند.

## بازار خرده فروشی

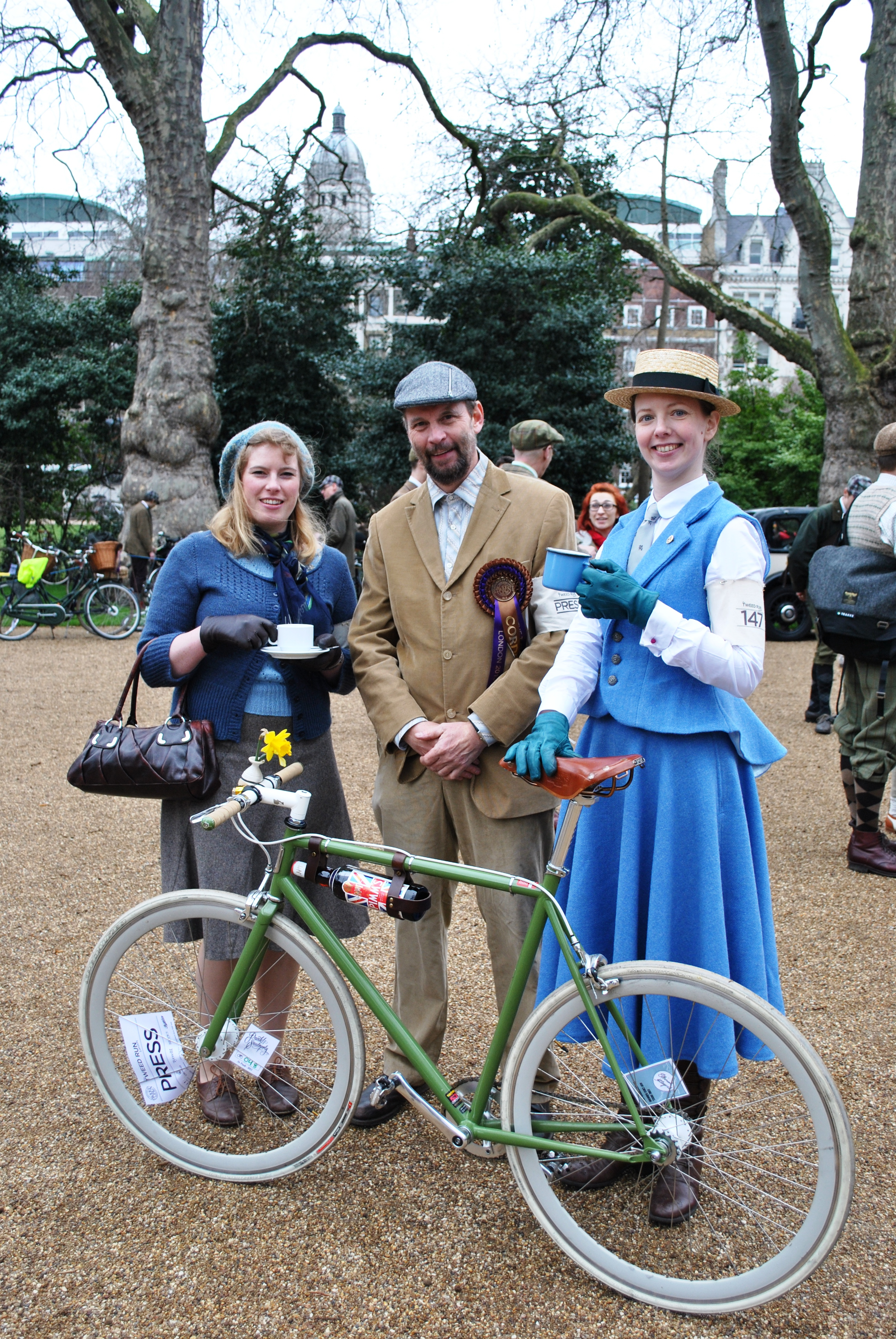
مد گذشته با الهام از ادوارد

مکان‌های محبوب برای خرید لباس‌های گذشته همانند: فروشگاه‌های لباس‌های دست دوم، مغازه‌های بسته، فروش گاراژ، فروش چکمه‌های خودرو، بازارهای پیشینی، بازارهای عتیقه‌فروشی، فروش املاک، حراج‌ها، مغازه‌های لباس‌های گذشته و نمایشگاه‌های مد، نساجی یا کلکسیونی. با پیدایش دنیای دیجیتال و رسانه‌های اجتماعی. لباس‌های گذشته حال به شکل آنلاین از راه وب‌سایت‌های تجارت الکترونیک در دسترس هستند. همچنین صفحه‌های اینستاگرامی وجود دارد که لباس‌های گذشته می‌فروشند.
غالباً در کشور ایالات متحده، مغازه‌های لباس گذشته را می‌توان از طریق طبقه‌بندی شده در شهرهای دانشگاهی و مکان‌های هنری شهرها پیدا کرد. برخلاف فروشگاه‌های صرفه‌جویی که هم لباس‌های گذشته و هم مدرن را می‌فروشند، مغازه‌های لباس قدیمی معمولاً شرکت‌هایی انتفاعی هستند و بازار بین زنجیره‌های کوچک و فروشگاه‌های مستقل مخلوط شده‌است. این فروشگاه‌ها معمولاً از ۲۰۰ تا ۵٬۰۰۰فوت مربع گسترش دارند و غالباً دارای یک اتاق اتصال هستند. فروشگاه‌های لباس گذشته ممکن است در ازای پول نقد یا اعتبار فروشگاه از افراد لباس تهیه نمایند.
پیدایش اینترنت، دسترسی به جنس‌های ویژه و سخت‌گیر را بیشتر کرده و بازارهای فی نفسه را برای فروشنده‌ها در سرتاسر جهان باز نموده‌است. محل‌هایی معروف برای خرید پوشاک همانند: حراج‌های آنلاین (مثلا ای بی)، سایت‌های چند فروشنده (مثلاً اتسی)، فروشگاه‌های آنلاین لباس‌های گذشته و انجمن‌های اختصاصی. بسیاری از مغازه‌های لباس گذشته با موقعیت فیزیکی نیز کالاهای خود را به صورت آنلاین می‌فروشند.

## تاریخ

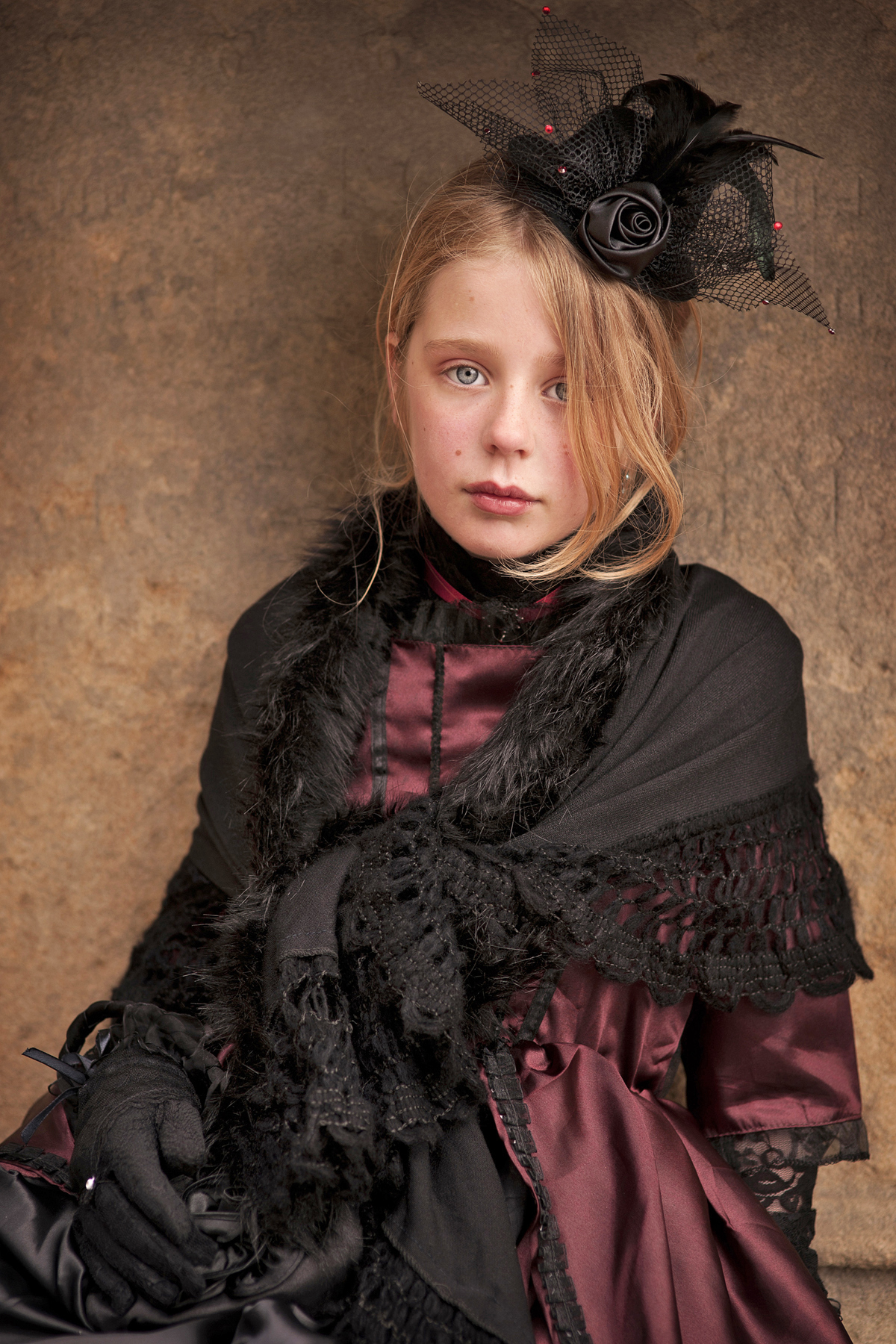
دختری که مد الهام گرفته از ویکتوریا را پوشیده‌است.

پیش از پیدایش تولید صنعتی، ساخت بیشتر جنس‌های پوشاک به کار زیادی دست نیاز داشت. اجناس‌هایی که کشاورزها و کارگرها آن را به تن می‌نمودند، اکثر جنبه کاربردی داشت تا مد. به منظور به بیشتر رساندن ارزش، لباس‌ها در صورت فرسودگی یا آسیب دیدگی، بعضی وقت‌ها با لایه‌هایی از پینه تعمیر می‌گردیدند. لباس دسته دوم، در شرایط شایسته، می‌تواند برای صاحب جدید طراحی شود. هنگامی که یک کالا برای تعمیر بیش از حد پاره شده باشد، ممکن است برای استفاده در لحاف یا فرش پارچه‌ای بافته شده یا به نام پارچه برای تمیز کردن یا گردگیری استفاده شود.
در طول جنگ جهانی نخست، ایالات متحده یک کمپین حفاظت از محیط زیست را با اشعارهایی مانند «اقتصاد را مد نما نباشد اجباری شود» راه اندازی نمود. یک نتیجه کاهش تقریبی ۱۰ درصدی تولید زباله در زمان جنگ بود.
جزر و مد مد دلنواز توقع برای جانشینی مداوم محصول‌ها با چیزی نوین و تازه را تشکیل می‌دهد. این تا اندازه ای به دلیل افزایش نگرش می‌باشد، همان جور که لباس‌های گذشته بود به‌طور افزاینده ای توسط مدل‌های نمونه و افراد معروف پوشیده می‌شود. محبوبیت قطعه‌های دورهمی که در اواسط قرن بیستم اتفاق می‌افتد در تلویزیون و فیلم نیز به معروفیت وینتیج کمک کرده‌است.
علاقه مجدد به استواری محیط زیست از دیدگاه استفاده مکرر، استحصال و تعمیر به ازای دور ریختن اشیا وجود داشت. بعضی وقت‌ها کالاهای گذشته از راه تغییر خط سجاف یا سایر ویژگی‌ها برای ظاهری نوین تر تغییر می‌کنند. اقلام گذشته در شرایط نامناسب نیز برای استفاده مجدد به عنوان جزئی در لباس‌های جدید ذخیره می‌شوند. در سرتاسر جهان، پوشاک دست دوم بازیابی شده و مورد استفاده نوینی قرار می‌گیرد. صنعت بازیافت نساجی قادر است بیش از نود درصد ضایعات را بدون تولید ضایعات خطرناک نوین یا محصول مضر پردازش نماید.
گروه‌های خرده‌فرهنگی برپایهٔ تاریخی مثل راکابیلی و رقص تاب نقشی در افزایش علاقه به لباس‌های گذشته داشتند. در فنلاند، صحنه گذشته منجر به تشکیل یک سازمان غیرانتفاعی ثبت شده به اسم فینتاژ شد که به دلیل علاقه مشترک به حفظ فرهنگ مادی و محیط زیست بود.